# Proceso de Bolonia

Logo del Proceso de Bolonia.

Países firmantes del EEES (Espacio Europeo de Educación Superior).

Proceso de Bolonia o Plan Bolonia es el nombre que recibe el proceso iniciado a partir de la Declaración de Bolonia, acuerdo que en 1999 firmaron los ministros de Educación de diversos países de Europa (tanto de la Unión Europea como de otros países como Rusia o Turquía) en la ciudad italiana de Bolonia. Se trató de una declaración conjunta (la UE no tiene competencias en materia de educación) que dio inicio a un proceso de convergencia que tenía como objetivos facilitar el intercambio de titulados y adaptar el contenido de los estudios universitarios a las demandas del mercado.
La declaración de Bolonia condujo a la creación del Espacio Europeo de Educación Superior, un ámbito que serviría de marco de referencia a las reformas educativas que muchos países, los que se incorporaron a dicho espacio, habrían de iniciar en los primeros años del siglo XXI. Este acuerdo se enmarca dentro del Acuerdo General de Comercio de Servicios, firmado en 1995, y cuyo objetivo declarado es "liberalizar el comercio de servicios" a escala mundial (porque la OMC integra a 151 Estados, incluyendo a toda la Unión Europea) para introducirlos en el mercado, ya que "la financiación pública es un elemento de distorsión de los mercados".
Para muchos sectores de la sociedad, el Proceso de Bolonia va más allá de lo firmado en Bolonia, comprendiendo aspectos relativos a toda la reforma universitaria que se consideran más importantes, especialmente aquellos referidos a la financiación de la universidad pública, y cuenta con muchos detractores y opositores.

## Historia del proceso

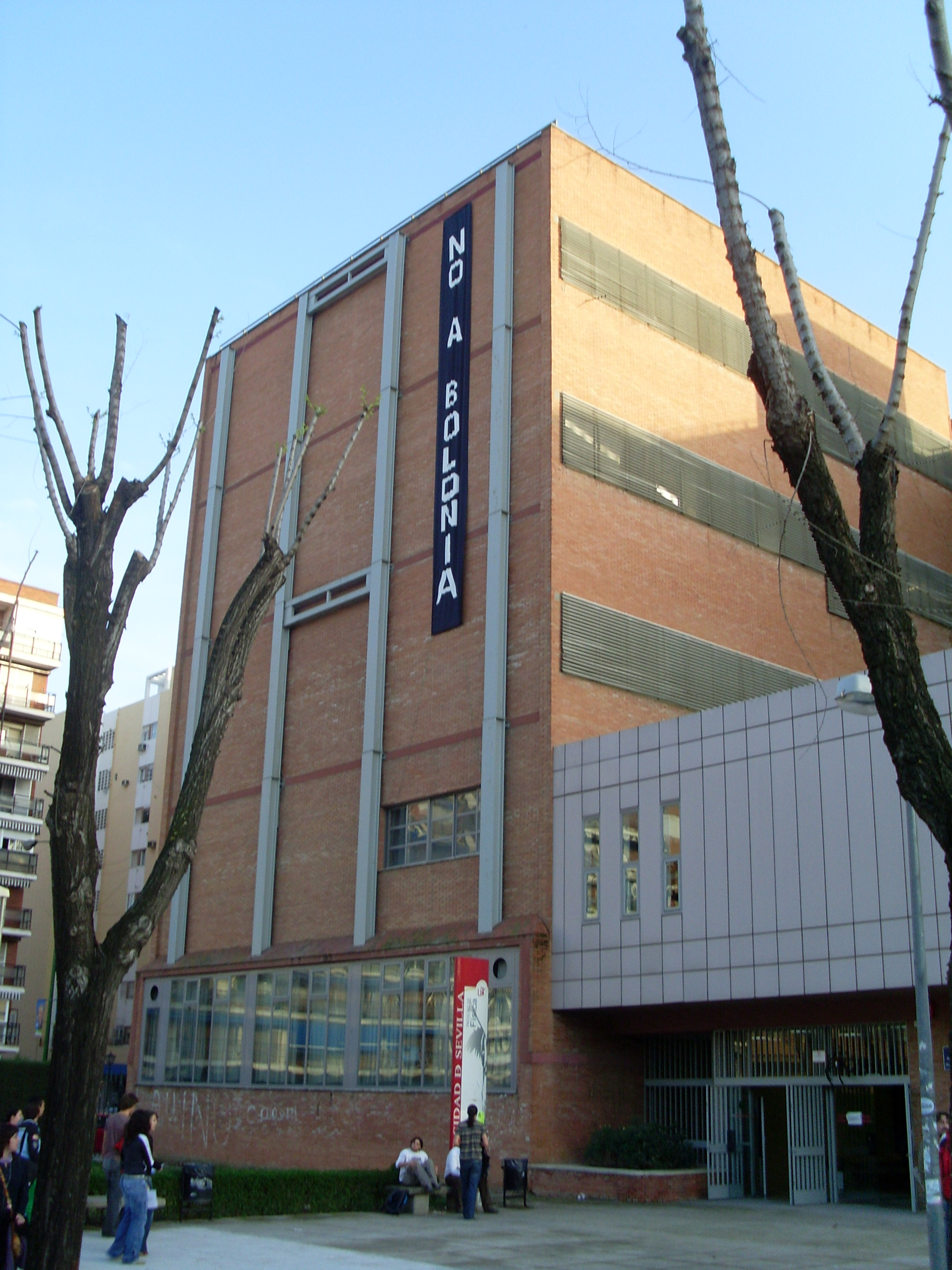
Una de las iniciativas en contra del proceso de Bolonia en Sevilla, donde los estudiantes de la Facultad de Física se preparan para una manifestación. En la foto se aprecia una pancarta donde se expone la consigna No a Bolonia.

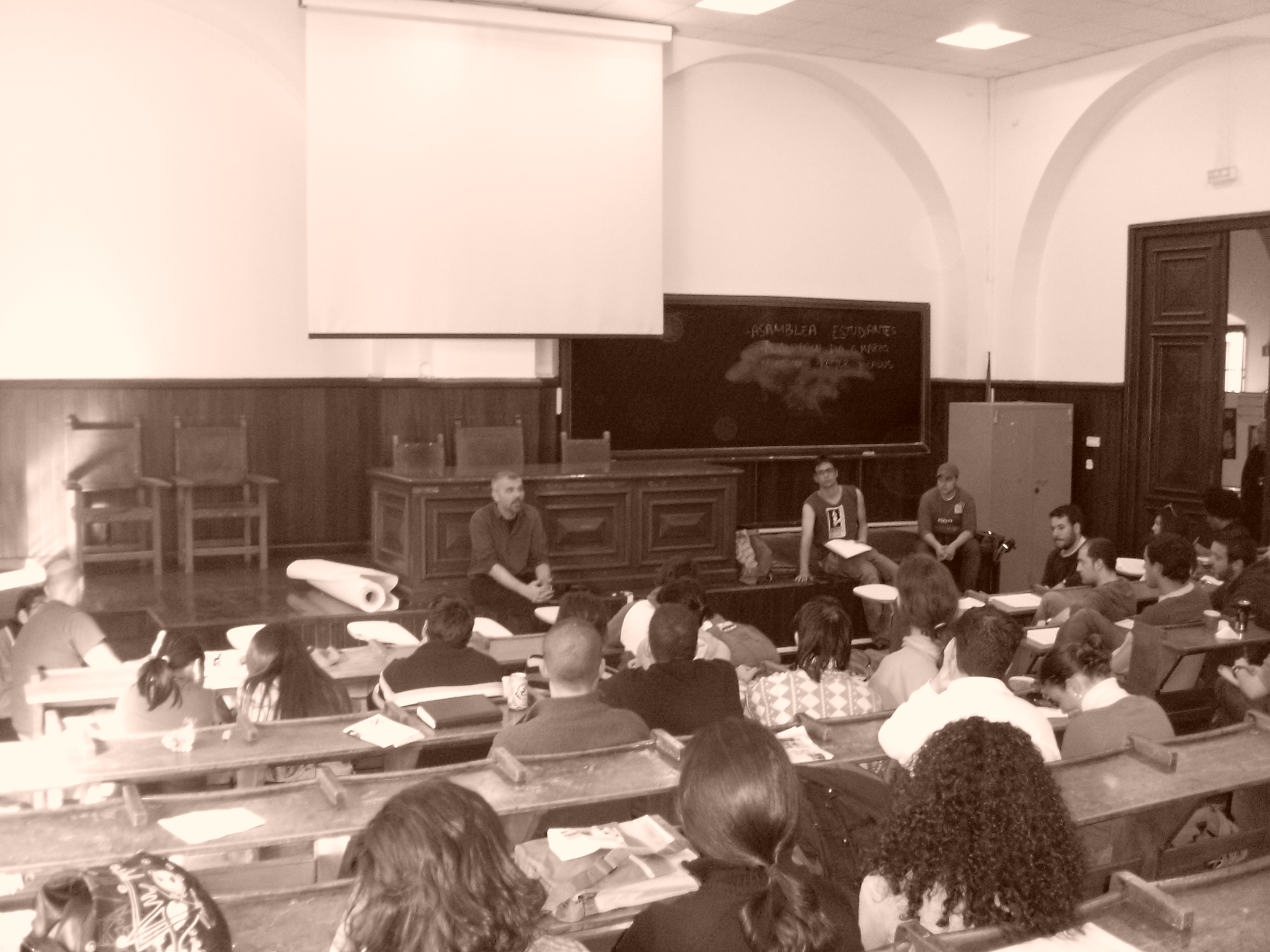
Charla informativa sobre los planes de estudio en una facultad española.

La Declaración de Bolonia tiene como precedente la firma de la Magna Charta Universitatum por los rectores de universidades europeas el 18 de septiembre de 1988 en Bolonia, que proclama los principios básicos de la reforma:
- 1.° Libertad de investigación y enseñanza
- 2.° Selección de profesorado
- 3.° Garantías para el estudiante
- 4.° Intercambio entre universidades.[10]

Diez años después, se firmó la Declaración de la Sorbona (25 de mayo de 1998) en una reunión de ministros de Educación de cuatro países europeos (Alemania, Italia, Francia y Reino Unido). El 19 de junio de 1999, 29 ministros de Educación europeos firmaron la Declaración de Bolonia, que da el nombre al proceso y en el que se basan los fundamentos del Espacio Europeo de Educación Superior (EEES), que ha finalizado en el año 2010.
La principal reforma consistió en crear un Espacio Europeo de Educación Superior competitivo y que sea atractivo tanto para estudiantes y docentes como para terceros países. El documento que tomaba como elemento principal la unificación de las enseñanzas, creando el euro académico materializado en el valor académico único para quienes se adhirieran al proceso, es decir, el crédito ECTS, que recogieron de la experiencia del programa Erasmus. En reuniones posteriores, se perfilan más cambios y se añaden más Estados, aunque el ritmo de implantación es desigual entre los diferentes firmantes. Los encuentros más importantes y los comunicados resultantes son:
- Comunicado de Praga (19 de mayo de 2001)
- Comunicado de Berlín (19 de septiembre de 2003)
- Comunicado de Bergen (19 y 20 de mayo de 2005)
- Comunicado de Londres (18 de mayo de 2007)

## El proceso de Bolonia
Los cambios más sustanciales que se van a producir se pueden sintetizar en tres grandes grupos: las adaptaciones curriculares, las adaptaciones tecnológicas y las reformas financieras necesarias para crear una sociedad del conocimiento:

En la actualidad, la Europa del conocimiento está ampliamente reconocida como un factor irreemplazable para el crecimiento social y humano y es un componente indispensable para consolidar y enriquecer a la ciudadanía europea [...]
Declaración de Bolonia.

### Reformas curriculares y homologación europea de títulos
El proceso de Bolonia propone la creación de un EEES con seis objetivos fundamentales:
1. Adopción de un sistema fácilmente legible y comparable de titulaciones. Ello no quiere decir que las nuevas titulaciones sean las mismas para todos los países firmantes, ya que pueden tener distinto número de cursos en cada país y las Facultades o Centros deben tener plena libertad de crear los planes de estudios como quieran según el entorno socio-industrial.[15][16] La convergencia europea solo se da a nivel de reconocimiento de titulación y no de conocimientos.
2. Adopción de un sistema basado en dos ciclos (pregrado y postgrado o "undergraduate" y "graduate", según sus enunciados literales en inglés): Partiendo del modelo anglosajón, las titulaciones consistirán en un primer ciclo de carácter genérico de 3-4 años de Grado y un segundo ciclo de 1-2 años para la especialización, el Máster y/o el Doctorado. Aunque generalmente la mayor parte de los países de la Unión optaron por el sistema de tres años en primer ciclo y dos años en el segundo ciclo; avanzándose en los países que conforman la excepción hacia el sistema mayoritario. Dicha especialización tendrá un precio cercano a los 2.000 euros por curso.[17] Se pretende conseguir una mejora de la incorporación de los estudiantes al mundo del trabajo con una formación apropiada:

El primer nivel, o de Grado, comprende las enseñanzas universitarias de primer ciclo y tiene como objetivo lograr la capacitación de los estudiantes para integrarse directamente en el Ámbito laboral europeo con una cualificación profesional apropiada
Real Decreto 55/2005 Martes 25 enero 2005 BOE num. 21

1. Establecimiento de un sistema internacional de créditos: el Sistema Europeo de Transferencia de Créditos (ECTS - "European Credit Transfer System" en inglés) es un sistema de transferencia de créditos que cuentan no solo las horas de clases teóricas (es decir, las impartidas por el profesor y las horas de examen), sino también el trabajo que debe ser realizado por el alumno (seminarios, horas de estudio, realización de trabajos). El crédito ECTS corresponde a unas 25 a 30 horas y describe los estudios cursados para hacer posible una homologación y comparación a nivel europeo.
2. Promoción de la movilidad de estudiantes, profesores e investigadores y personal de administración y servicios, y superación de los obstáculos que dificultan dicha movilidad: A través de los ECTS se quiere favorecer la movilidad estudiantil y laboral en el espacio europeo, en consonancia con el actual programa Erasmus. Sin embargo, esta motivación está fuertemente reñida con la actual creación de planes de estudio, ya que otorga plena libertad en la creación de estudios a las facultades y no establece ningún criterio de convergencia.[15]
3. Promoción de la cooperación europea para garantizar la calidad de la educación superior.
4. Promoción de una dimensión europea de la educación superior.

### Aprendizaje permanente
En abril de 2008, el Consejo Europeo y el Parlamento europeo aprobaron el denominado Marco Europeo de Cualificaciones para el aprendizaje permanente (EQF-MEC). El EQF es una recomendación a los Estados miembros y establece el año 2010 como fecha límite para que los países realicen los ajustes entre sus sistemas de cualificaciones y el EQF, y el 2012 como fecha de aplicación completa.
El EQF es una herramienta para fomentar el llamado aprendizaje permanente. Su objetivo es vincular los diferentes sistemas nacionales de cualificaciones mediante ocho niveles de referencia comunes a toda Europa y que abarcan desde los certificados de educación escolar hasta el doctorado.
Dada la diversidad de los sistemas educativos europeos, el EQF define los niveles de referencia en términos de resultados de aprendizaje y no en función del propio sistema de aprendizaje, como la formación o las asignaturas que componen un grado. Los resultados de aprendizaje se definen como "expresiones de lo que una persona en proceso de aprendizaje sabe, comprende y es capaz de hacer al culminar un proceso de aprendizaje" y se clasifican en tres categorías:
1. Conocimientos: teóricos y/o prácticos.
2. Destrezas: «cognitivas (uso del pensamiento lógico, intuitivo y creativo) y prácticas (fundadas en la destreza manual y en el uso de métodos, materiales, herramientas e instrumentos)».[18]
3. Competencia: responsabilidad y autonomía.

### Nuevas metodologías docentes
El EEES implica la instauración de nuevas metodologías docentes, en detrimento de las tradicionales clases magistrales:
- Evaluación continua: seguimiento diario al trabajo personal del alumno mediante evaluaciones continuas. Para llevar a cabo la evaluación continua se proponen principalmente dos herramientas: el uso de todas las posibilidades que ofrece Internet y las nuevas tecnologías TIC y las tutorías personales.
- Enseñanza práctica: intervención activa del alumno a través de ejercicios, trabajo en grupo, prácticas profesionales, etc.

### Financiación
Uno de los objetivos de la reforma universitaria iniciada en la Declaración de Bolonia es recapitalizar la Universidad, lo que implica una profunda revisión de las vías de financiación:

La expansión de los sistemas universitarios, la crisis de los presupuestos públicos y los debates acerca de la viabilidad del Estado del bienestar han llevado a muchos países a plantear reformas en sus modelos de financiación universitaria en los últimos diez años.
 Informe Bricall, Capítulo V, Financiación.

La reforma de la financiación universitaria consiste en la diversificación de los fondos de financiación, ya sea mediante el aumento de las tasas (la Conferencia General de Política Universitaria marcó una subida en toda España de hasta un 8,2 %) (el precio del crédito) a los alumnos,
 o mediante inversiones de empresas privadas.
De este modo, se reduce el porcentaje de financiación pública respecto del total en la financiación de universidades, pues se pretende que sean las propias universidades y no el Estado las que se encarguen cada vez más de su propia financiación:

Las universidades deben financiarse más por lo que hacen que por lo que son, centrando la financiación más en los resultados pertinentes que en los insumos, y adaptándolas a la diversidad de perfiles institucionales. Las universidades deben asumir una mayor responsabilidad por su propia sostenibilidad financiera a largo plazo [...]
Boletín Oficial de la Junta de Andalucía, número 146 de 25 de julio de 2007.

Esto no tiene por qué significar una disminución en términos absolutos del gasto público universitario, pero sí que el sistema pasa de ser público a tener un sistema mixto de financiación.

## El proceso de Bolonia por países

### El proceso de Bolonia enEspaña
En España los títulos de Grado y Postgrado, establecidos mediante Real Decreto, tienen la siguiente estructura:
- Título de grado, de 180 a 240 ECTS (de 3 a 4 años lectivos). Excepciones: Arquitectura, Farmacia (plan de formación 57: 343 ECTS), Odontología y Veterinaria con 300 ECTS, Medicina con 360 ECTS (6 años lectivos); estos títulos de grado de duración excepcional son considerados equivalentes a un título de máster.[26]
- Título de máster, de 60 a 120 ECTS (de 1 a 2 años lectivos).
- Doctorado, según cada universidad.[27]

Se producirá una homogeneización y reducción del número de titulaciones actualmente existentes, así como los másteres y un encarecimiento del crédito de matrícula (subida de tasas). Los grados serán más generales, mientras que los másteres serán más específicos y estarán enfocados al mercado.

[Las nuevas titulaciones] tienen como finalidad la obtención por parte del estudiante de una formación general, en una o varias disciplinas, orientada a la preparación para el ejercicio de actividades de carácter profesional
Artículo 9, pto. 1 del Real Decreto 1393/2007

Para el establecimiento de un título oficial de Grado, el informe del Consejo de Coordinación Universitaria deberá contener referencia expresa, al menos, a los siguientes aspectos:
[...]d) Relevancia del título para el desarrollo del conocimiento y para el mercado laboral español y europeo.[...]
 Capítulo III, art. 9, punto 3 del REAL DECRETO 55/2005, de 21 de enero.

[…] los programas universitarios deben estructurarse de manera que se mejore directamente la empleabilidad de los licenciados. Las universidades deben ofrecer planes de estudio, métodos docentes y programas de formación o readiestramiento innovadores que, a las capacidades más propias de la disciplina, sumen otras de carácter más amplio relacionadas con el empleo […] Incluso se pretende ir más allá de las necesidades del mercado de trabajo y estimular una mentalidad emprendedora entre los alumnos.
Boletín Oficial de la Junta de Andalucía n.º146,2007

La encargada final de aprobar los planes de estudio será la Agencia Nacional de Evaluación de la Calidad y Acreditación (ANECA). Esta organización ha declarado recientemente, siguiendo informes europeos de 2001 que:

[...] la universidad ya no es más un lugar tranquilo para enseñar, realizar trabajo académico a un ritmo pausado y contemplar el universo como ocurría en siglos pasados. Ahora es un potente negocio, complejo, demandante y competitivo que requiere inversiones continuas y de gran escala.
Skilbeck 2001, pg.29

El discurso de modernización de la estructura universitaria, con su búsqueda de nuevos marcos de aprendizaje ha calado con fuerza, y son muchas las medidas que se han puesto en práctica con el fin de convertir la enseñanza universitaria en excelente y adaptarla a las necesidades de las empresas.

[...] para ello se han analizado y se están analizando, a través de numerosas investigaciones en el mercado de trabajo, cuáles son los requerimientos actuales de las organizaciones empresariales. Las universidades, por su parte, adaptarán sus planes de estudio y métodos de aprendizaje a dicho catálogo de competencias.
 Texto oficial de la ANECA: El debate sobre las competencias. José Joaquín Brunner.

La financiación dependerá de la productividad de las universidades y será tanto pública como privada:

Las universidades deben financiarse más por lo que hacen que por lo que son, centrando la financiación más en los resultados pertinentes que en los insumos […] Esto supone una diversificación proactiva de sus fuentes de financiación mediante la colaboración con empresas […], fundaciones y otras fuentes privadas.
Boletín Oficial de la Junta de Andalucía n.º146,2007

En diversos informes del Gobierno de España se habla del aumento de becas-préstamos en detrimento de las becas convencionales.

Con el sistema de préstamos, los estudiantes se hacen más conscientes del coste de su educación, tienen más incentivos para exigir una enseñanza de calidad, y deben esforzarse en los estudios y en el trabajo, para poder devolver la financiación recibida. De hecho, cabe pensar que la gratuidad de la enseñanza superior no sólo no promueve el esfuerzo de los estudiantes, sino que tiende a crear problemas de selección adversa, atrayendo a la Universidad a estudiantes que no tienen posibilidades de completar los estudios; especialmente si existe un sistema de becas que proporcione ingresos además de cubrir las tasas.
Informe Universidad 2000, cap. 5 Financiación, p. 270

### Elproceso de Boloniaen otros países del EEES
Italia reformó el sistema universitario  (universidades miur y anvur,) según las indicaciones del proceso de Bolonia, en 1999 (D.M 509/99). En 2009 el gobierno de Silvio Berlusconi quiso volver a reformar el sistema mediante la Ley Gelmini, que afecta a la financiación de la universidad pública y no al espíritu de la reforma de 1999. Las críticas hacen referencia a que en la ley se esconde un plan para desmantelar la educación pública. Debido a las movilizaciones de los estudiantes, profesores y personal de las universidades, el gobierno ha decidido aplazar un año la instauración de ley. Según los medios de comunicación, más de un millón de estudiantes salieron a la calle contra la ley de educación. La oposición italiana (Walter Veltroni, PD) está intentando promover un referéndum.
En Grecia, en mayo de 2008, se debatió en el Parlamento sobre la nueva Ley Griega de Universidades y su posible anticonstitucionalidad. El Artículo 16 de la Constitución Griega, que prohíbe el funcionamiento de universidades privadas en el país, fue el epicentro de discusión en la Cámara de los Diputados. El movimiento estudiantil centró sus críticas en la subida de tasas, ya que hasta el momento los estudiantes de menor renta no tenían que pagar matrícula, y contra la creación de un contrato precario similar al CPE (Contrato Primer Empleo) francés. El ministro de educación, Euripidis Stilianidis, medió para la enmienda de dicho artículo con el apoyo del presidente del partido conservador LAOS, Giorgos Karatzaferis. Sin embargo la profundización de las reformas está paralizada desde entonces para evitar una reacción de los estudiantes, como durante las manifestaciones de 2007.

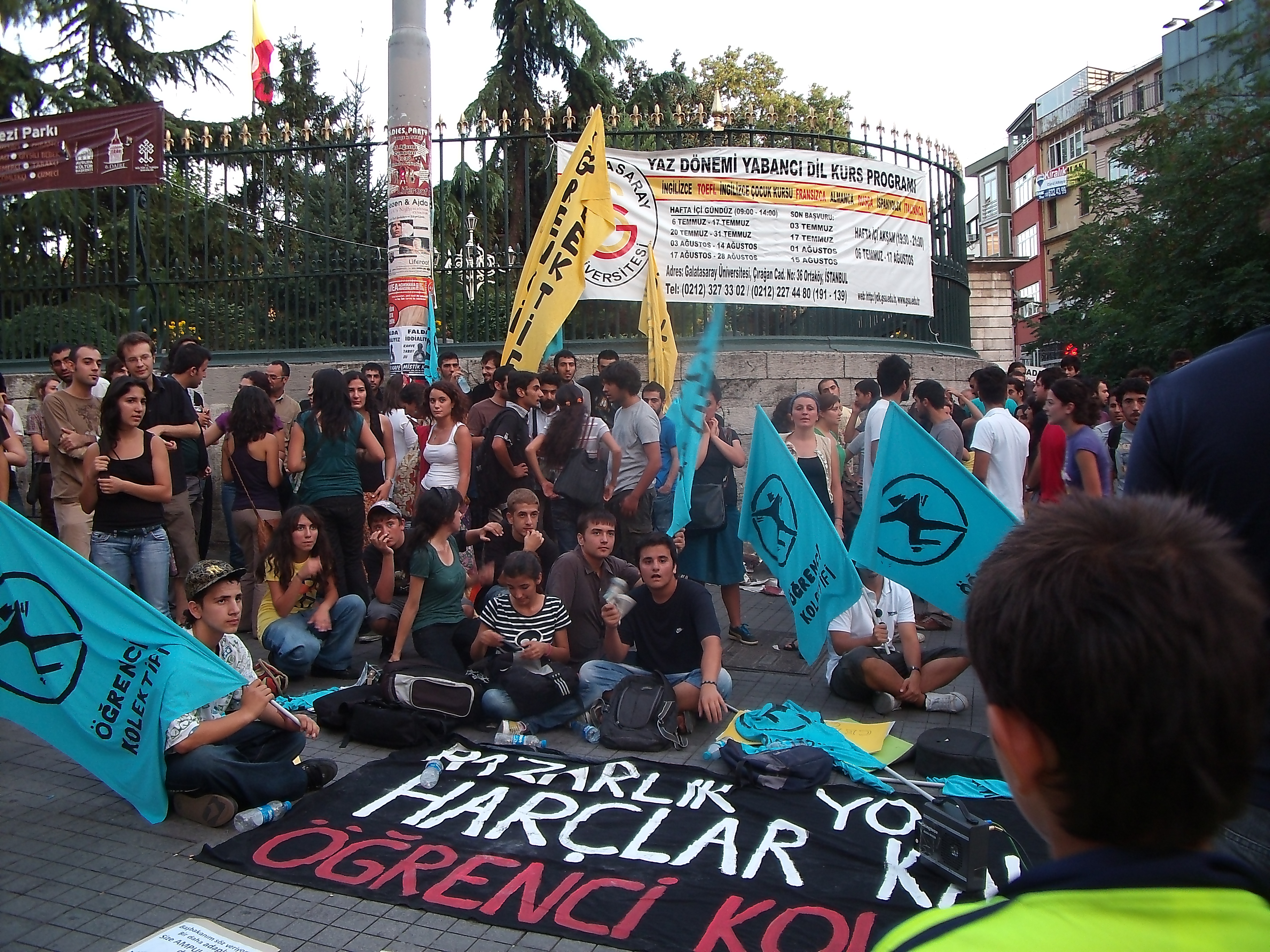
Manifestación de estudiantes contra la implantación del Proceso de Bolonia y la subida de tasas en Estambul, Turquía.

En Turquía los estudiantes han protestado masivamente contra la subida de las tasas, que para el curso 2009/2010 ha sido de un 80%. Diversas manifestaciones se han sucedido en 2009 así como encierros en las principales universidades del país, como la Universidad de Estambul, la Universidad de Galatasaray o la Universidad del Bósforo.
En Croacia se produjo una huelga general de estudiantes entre marzo y abril de 2009 protestando contra la aplicación del Plan Bolonia que afectó principalmente a las universidades de Zadar y Split.
En Serbia las principales críticas de los estudiantes se centran en el aumento de las tasas y el empobrecimiento de los contenidos.
En Alemania, donde el desarrollo del Proceso de Bolonia está más avanzado que en España, se han producido encierros, manifestaciones e incluso se ha llevado a cabo una huelga general de estudiantes en 2009, la primera en mucho tiempo.
Francia ha vivido grandes manifestaciones, especialmente durante el curso 2008/2009 en el que se han multiplicado los encierros por todo el país y los estudiantes llegaron a ocupar el ayuntamiento de París. El objetivo principal era la anulación de la LRU (Ley sobre las Libertades y Responsabilidades de las universidades) y la dimisión de Valérie Pécresse como ministra de Enseñanza Superior. En las manifestaciones han participado tanto estudiantes como profesores.

## Argumentos contra el proceso de Bolonia

### Críticas

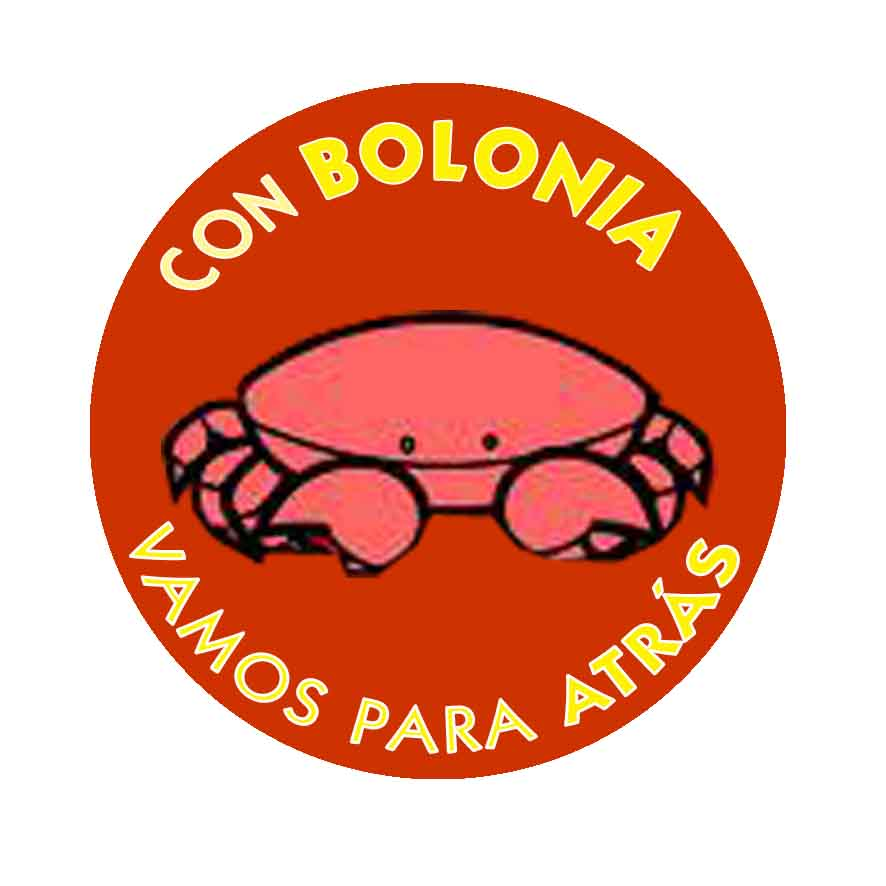
Icono estudiantil en las protestas contra la implantación de la reforma universitaria.

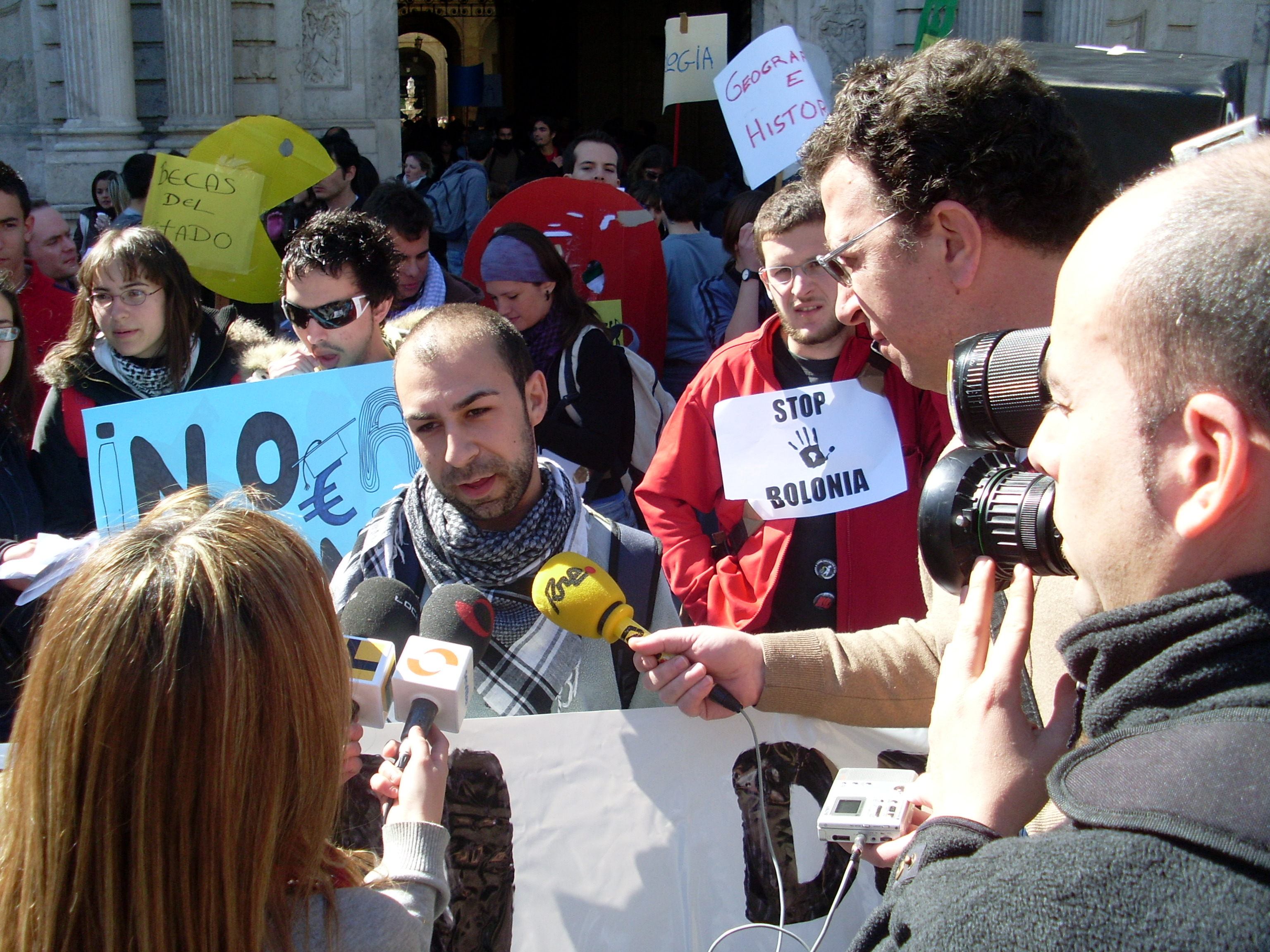
Estudiante entrevistado por los medios de comunicación nacionales en una concentración contra el proceso de Bolonia.

Desde sus inicios, el proceso de Bolonia ha recibido críticas en toda Europa por distintas razones y sectores. Un 27% de los españoles no apoya el proceso de Bolonia, el doble de los que lo respaldan. En el caso de España, el movimiento de oposición más importante es el liderado por el movimiento asambleario universitario. Estas asambleas (algunas de ellas son órganos máximos de representación estudiantil como las de Sevilla) se oponen al proceso y piden un paro total para entablar conversaciones como representantes legítimos de los alumnos que representan. Además, acusan a la CREUP (Coordinadora de Representantes de Estudiantes de 20 de las 45 Universidades Públicas) de no representar realmente los intereses de los alumnos y de vivir a las órdenes de los responsables universitarios. Estas Asambleas se organizan a nivel estatal y están formadas por estudiantes universitarios.
Las objeciones al proceso van desde críticas respecto a la capacidad de mejorar la enseñanza universitaria, a críticas enmarcadas en la idea de que las reformas pretenden una progresiva política de mercantilización del ámbito universitario. Los distintos colectivos han realizado manifestaciones y encierros por gran número de facultades españolas durante la última década.
El movimiento antibolonia llevaba tiempo existiendo pero no ha sido hasta el curso 2008-2009 cuando este se ha convertido en referente importante. Los núcleos de protesta más importantes se dan en Madrid, Barcelona, Sevilla y Valencia, aunque existe movimiento en prácticamente todas las universidades del país.

#### Falta de democratización del proceso
Profesores y alumnos han acusado al proceso de elaboración de la reforma universitaria iniciada en Bolonia de falta de democratización:

No pretendo abrir aquí un debate sobre la meritocracia o sobre la democracia censitaria, pero constato que, en contra de lo que a primera vista podría parecer (y resultaría deseable), la presunta democratización en el acceso a los cargos ha provocado la generalización de procedimientos dudosamente democráticos, lo que en el caso de la elaboración de los nuevos planes de estudio se ha concretado en la designación, por parte de las autoridades académicas, de comisiones pretendidamente técnicas que terminaban decidiendo acerca de cuestiones de contenido a uña de caballo, eliminando asignaturas y proponiendo otras nuevas, sin dar ocasión a que tuviera lugar un debate abierto, en el que pudieran participar todos los sectores afectados.
Manuel Cruz, Catedrático de Filosofía en la Universidad de Barcelona y director de la revista Barcelona METROPOLIS.

#### Falta de financiación pública
Otra de las críticas se ha dirigido a la falta de financiación europea y nacional para implantar la reforma. Así, en el caso de España, el rector de la Universidad de Sevilla ha denunciado que no se especifique en los nuevos planes de estudios de las facultades sevillanas mandados a revisión por la ANECA cómo se va a implantar lo reglado por el Real Decreto en cuestión de número de alumnos por clase y seguimiento del trabajo personal del alumno, puesto que no disponen de medios ni estructuras suficientes.
Por parte del alumnado, se ha criticado que la reforma no venga acompañada de un aumento de becas sino del fomento de los llamados préstamos-renta, préstamos públicos ligados a renta futura.

#### Mercantilizaciónde la universidad pública
La mayor parte de las críticas al proceso de Bolonia se han centrado en la mercantilización de la universidad pública que según sus críticos conlleva la reforma universitaria:

[...] lo que las autoridades políticas no dicen [...] es que bajo ese nombre pomposo se desarrolla en España una operación a la vez más simple y más compleja de reconversión cultural destinada a reducir drásticamente el tamaño de las universidades -y ello no por razones científicas, lo que acaso estuviera plenamente justificado, sino únicamente por motivos contables- y a someter enteramente su régimen de funcionamiento a las necesidades del mercado y a las exigencias de las empresas, futuras empleadoras de sus titulados; una operación que, por lo demás, se encuadra en el contexto generalizado de descomposición de las instituciones características del Estado social de derecho y que concuerda con otros ejemplos financieramente sangrantes de subordinación de las arcas públicas al beneficio privado a que estamos asistiendo últimamente.
José Luis Pardo, catedrático de Filosofía en la Universidad Complutense de Madrid.

Al volcar la financiación pública en proyectos académicos que ya gozan de “fuentes externas” de financiación lo que se hace lisa y llanamente es subvencionar con dinero público actividades empresariales privadas (al tiempo que se ahoga la financiación pública de actividades de interés ciudadano que no sean rentables).
Fernández Liria

Esta denunciada mercantilización del conocimiento se relaciona con un informe presentado en 1995 (tres años antes de aparecer la Declaración de Bolonia) por la European Round Table of Industrialists (ERT) o Mesa Redonda de los Empresarios Europeos, lobby que agrupa a ejecutivos de multinacionales como Nestlé, British Telecom, Total, Renault o Siemens entre otras. Este informe tenía por objetivo "presentar la visión de los empresarios respecto a cómo ellos creen que los procesos de educación y aprendizaje en su conjunto pueden adaptarse para responder de una manera más efectiva a los retos económicos y sociales del momento". Así, la ERT declaraba unas aspiraciones muy similares a las que luego se recogieron en el proceso de Bolonia:

La ERT espera que añadiendo la visión práctica de la empresa a las bien documentadas opiniones de los especialistas en este campo, se pueda ayudar a provocar los urgentes cambios que, a nuestro juicio, requieren en la actualidad los sistemas educativos europeos.
Educación para los europeos. Hacia la sociedad del aprendizaje.

Así pues, la visión crítica frente al proceso de Bolonia se fundamenta en la idea de que el poder económico europeo, representado por estos poderosos grupos de presión de conglomerados empresariales, ha sentado las bases de esta reforma universitaria. La reforma universitaria es, por tanto, según sus críticos, una reforma fundamentalmente económica que pone a la universidad al servicio de la empresa privada, una realidad que ha querido camuflarse con los cambios que se juzgan positivos para desarrollar un espacio común de educación en Europa.
Los críticos al proceso de Bolonia han señalado varias vías por las que se implantaría la mercantilización de la universidad pública:
- Equiparación práctica del horario estudiantil al de un horario laboral debida al aumento de las horas lectivas presenciales obligatorias que se requieren para aprobar la cantidad de créditos necesarios. Se entiende desde los sectores críticos al proceso de Bolonia que el cambio provocará una elitización de la enseñanza universitaria, en cuanto para acceder a ella será necesario disponer de mayores cantidades de dinero sin trabajar para ello, pues el aumento de horas presenciales obligatorias (especialmente en posgrado) dificultaría trabajar y estudiar al mismo tiempo. Por otro lado, estos aumentos en los costes económicos (de tiempo y dinero) que supone la adaptación al EEES, no se compensan con un aumento eficaz de las ayudas y becas nacionales o europeas en este ámbito.

- Profesionalización del estudiante: según sus críticos, en el proceso de Bolonia la universidad se concibe como productora de individuos válidos para introducirse en el mercado laboral europeo.[16] No se trata ya de desarrollar y transmitir conocimiento o incluso conocimiento con aplicación social sino de formar trabajadores.[49] En este sentido cualquier aplicación social del conocimiento va a tener que ser impulsada por empresas privadas y, por tanto, presumiblemente motivada por intereses privados.
- Mercantilización de la investigación académica: La evaluación de la calidad investigadora del profesorado universitario, que resulta crucial para su acceso, permanencia y progreso en el sistema universitario, ha favorecido la priorización de la producción científica en revistas de alto impacto. Este enfoque ha desviado la investigación hacia los intereses editoriales, dominados en gran medida por dos multinacionales (Elsevier y Clarivate), y hacia los intereses empresariales que financian las investigaciones. Esta orientación tiene un impacto significativo, alejando la investigación de cuestiones sociales o de minorías, y promoviendo prácticas de investigación rápidas, superficiales y, en ocasiones, poco éticas. [50]

#### Críticas desde organizaciones profesionales
Organizaciones profesionales de médicos (Organización Médica Colegial de España, Confederación Estatal de Síndicatos Médicos, Conferencia Nacional de Decanos, Consejo Estatal de Estudiantes de Medicina y Federación de Asociaciones Científico Médicas) y de arquitectos criticaron el proceso, ya que devalúa la categoría de sus titulaciones equiparándolas a las diplomaturas. Desde hace algún tiempo se vienen realizando peticiones al gobierno, a través de sus órganos generales de representación, habiendo conseguido alcanzar un acuerdo con el Ministerio en 2010, tras una manifestación popular en la calle.
Hubo movilizaciones de estos colectivos como la Manifestación del día 23 de octubre de 2009 frente al Ministerio de Educación, noticia de la que se hizo eco el Semanal Digital.
Los arquitectos y médicos no entienden como sus titulaciones se convierten en titulaciones de grado con el nuevo marco legislativo y como en cambio las ingenierías se convierten en titulaciones de Máster.

### Argumentos a favor
Existen también agrupaciones de rectores, profesores, estudiantes y jóvenes que se han posicionado a favor del proceso de Bolonia. La conferencia de rectores europeos de la Asociación de la Universidad de Europa (EUA) y, en España, la CRUE apoyan la reforma, si bien algunos rectores han expresado sus críticas respecto al modo en el que se ha implementado. Entre los jóvenes y estudiantes que apoyan la reforma se encuentran la CREUP, que ha acusado a las asambleas estudiantiles anti-Bolonia de manipular las opiniones de los alumnos, y las Juventudes Socialistas de España.

### Países rechazados
Otros cuatro países o territorios han solicitado ser incluidos en el Proceso de Bolonia, pero por el momento no han sido aceptados:
Kirguistán.

Aunque Kirguistán ratificó el Convenio de Reconocimiento de Lisboa en 2004, no es un estado miembro de la Convención Cultural Europea del Consejo de Europa, y por el momento no se está considerando expandir el alcance geográfico de esta Convención. Por tanto, parece claro que el Kirguistán no es un candidato apto para incorporarse al Proceso de Bolonia, según los criterios definidos en Berlín.
República Turca del Norte de Chipre.

La República Turca del Norte de Chipre no está reconocida como entidad política independiente por ningún miembro del Proceso de Bolonia, excepto Turquía. No es, por consiguiente, miembro de ninguna organización intergubernamental, y no es parte de la Convención Cultural Europea del Consejo de Europa. Por ello, “Chipre del Norte” no es aceptable para incorporarse al Proceso de Bolonia, según los criterios definidos en Berlín.
Israel.

Israel no es parte de la Convención Cultural Europea del Consejo de Europa, aunque tiene el estatus de “observador”. Por ello, Israel participa como observador en las reuniones de los Comités de Dirección del Consejo de Europa, por ejemplo en el Comité de Dirección de la Enseñanza Superior e Investigación (CDESR). Aunque Israel no forma parte geográficamente de Europa, es parte de la Región Europea de la Unesco. También es país firmante del Convenio de Reconocimiento de Lisboa. Según los criterios definidos en el Comunicado de Berlín, parece claro que Israel no es apto para acceder al Proceso de Bolonia.
Kósovo.

Kósovo no es parte de la Convención Cultural Europea del Consejo de Europa, además de que su soberanía como país independiente aún no ha sido reconocida. Por tanto, no puede ser aceptado como miembro del Proceso de Bolonia.

#### Discusión
Posiblemente el más controvertido de estos solicitantes rechazados es Chipre del Norte. El rechazo se basa en la premisa de que su solicitud debe cursarse a través de la internacionalmente reconocida República de Chipre. La Constitución de 1960 asignó la responsabilidad de la educación a las cámaras comunales respectivamente greco-chipriota y turco-chipriota, no al gobierno central de la isla. La situación, de hecho, es que cada comunidad se ocupa de su propio sistema educativo.
Antes de firmarse la Declaración de Bolonia, ya existía la Magna Charta Universitatum, que había surgido de una reunión de rectores de universidades mientras celebraban en 1988 el 900º aniversario de la Universidad de Bolonia, la más antigua de Europa. Un año antes de la Declaración de Bolonia, los Ministros de Educación Claude Allegre (Francia), Jürgen Rüttgers (Alemania), Luigi Berlinguer (Italia) y Tessa Blackstone (Gran Bretaña) firmaron la Declaración de La Sorbona en París, en 1998, comprometiéndose a "armonizar la arquitectura del sistema de educación superior europeo".